# Телькеш, Мария
Мария Телькеш (венг. Telkes Mária; 12 декабря 1900 — 2 декабря 1995) — венгерско-американский учёный и изобретатель. Специалист в области технологий в солнечной энергетике.

## Ранние годы и образование
Родилась 12 декабря 1900 года в Будапеште, Венгрия. Изучала физическую химию в Будапештском университете. В 1920 году окончила университет. В 1924 году защитила докторскую диссертацию, после чего переехала в США.

## Карьера
В США Мария Телькеш работала биофизиком в Фонде Кливлендской клиники. В 1937 году она получила гражданство США и стала работать инженером-исследователем в Westinghouse Electric. С 1939 по 1953 год она занималась исследованием солнечной энергии в Массачусетском технологическом институте. В 1953 году перешла на работу в Нью-Йоркский университет.
Телькеш известна как создательница первого термоэлектрического генератора в 1947 году. В 1948 году она разработала первую солнечную систему отопления для «Солнечного дома» в Довере, штат Массачусетс (построен полностью с солнечным отоплением по проекту архитектора Элеанор Рэймонд). В 1953 году она создала первый термоэлектрический холодильник с использованием принципов полупроводникового термоэлектричества.
Телькеш изобрела множество практических термических устройств, в том числе миниатюрную опреснительную установку для использования на спасательных шлюпках, которая работает на солнечной энергии. Эта установка может спасать жизни лётчиков и моряков, оказавшихся в открытом море без пресной воды. Телькеш является одним из создателей солнечных систем хранения тепла, благодаря чему она получила прозвище «Королева Солнца».
В 1977 году Мария Телькеш вышла на пенсию, но оставалась консультантом университета до начала 1990-х годов. Последние годы жила в Майами. Скончалась 2 декабря 1995 в Будапеште, куда решила поехать впервые после эмиграции.
В честь Марии Телькеш названы школы в Южной Каролине, в Сан-Франциско и в Огайо.

## Награды
- 1952 — Награда Общества женщин-инженеров
- 1977 — Американское общество солнечной энергии, премия Чарлза Грили Аббота
- 2012 — включена в Национальный зал славы изобретателей США